# Língua guari
A língua guari, também chamada de gbari, guari do oeste ou bagi, é uma língua niger-congolesa amplamente utilizada pelo povo gbari que habita a região central da Nigéria, em especial os estados nigerianos de Níger e Nassarauna. O idioma possui 1.640.000 falantes ativos, considerando-se apenas seus dois principais dialetos  (gbari e gbagyi). Apesar de não gozar da proteção e do amplo reconhecimento governamental, a língua é considerada estável e fora de risco.

## Etimologia
O idioma recebe o mesmo nome do povo que o fala: os gbari. As origens precisas do povo e de seu nome, porém, ainda são incertas, devido à escassez de vestígios históricos materiais.

## Distribuição
O povo Gbari vive em esparsas vilas agrícolas, na região central da Nigéria. Membros da família extendida geralmente vivem em um mesmo complexo habitacional, formado por vários casas que circulam um pátio central. A principal atividade dos gbari é a agricultura, sendo que as a cultura e a rotina do povo gira em torno dos ciclos agrícolas. A produção agrícola é utilizada para subsistência e para a aquisição de dinheiro mediante venda. Algumas das plantas cultivadas pelos gbari são milho, arroz, amendoim e inhame. Há um provérbio gbari que resume a importância da agricultura para este povo: "Um homem não é um homem se não fôr fazendeiro".
Existem dois dialetos principais do idioma: o guari do oeste, chamado simplesmente de gbari, e o gbagyi, também chamado de ibagyi. Os falantes do gbuari do oeste concentram-se, principalmente, na região centro-oeste da Nigéria, ao passo que os de gbagyi distribuem-se mais ao sul.
Existe inteligibilidade entre os dialetos, mas falantes do gbari têm maior facilidade em compreender gbagyi do que o contrário.
A população ativa de falantes do dialeto gbagyi, cerca de 1.290.000 falantes, é quase quatro vezes maior em comparação com a de guari do oeste, que gira em torno de 350.000. Apesar disso, o guari do oeste é considerado o dialeto mais representativo da língua pelos estudiosos, de modo que ele é usado como base para a maioria dos estudos gramaticais sobre o idioma gbari.
Embora o número de falantes ativos seja muito elevado, o gbari não é reconhecido como idioma oficial  do país nem de nenhum estado nigeriano.

## Fonologia

### Vogais
A língua gbari apresenta cinco vogais orais e três nasais ([ĩ], [ũ] e [ã]).
|         | Anterior | Central | Posterior |
| ------- | -------- | ------- | --------- |
| Fechada | i        |         | u         |
| Média   | e        |         | o         |
| Aberta  |          | a       |           |

Todas as vogais do gbari estão presentes também no português, como é possível observar no quadro comparativo abaixo:
| Vogal | Gbari                | Português |
| ----- | -------------------- | --------- |
| /a/   | gaba "leão"          | casa      |
| /e/   | gbegi "babuíno"      | mesa      |
| /i/   | geri "estrangeiro"   | apito     |
| /o/   | gwo "receber" (vebo) | dois      |
| /u/   | furi "mentiroso"     | urso      |
| /ã/   | gbãmbo "cabaça"      | maçã      |
| /ĩ/   | sĩ "beber"           | pinguim   |
| /ũ/   | fũmba "tom (de cor)" | mundo     |

As vogais nasais são muito frequentes na língua, gerando um contraste entre as formas oral e nasal de uma mesma vogal, como no exemplo abaixo:
Oral: [si] = "comprar" (verbo no infinitivo)
Nasal: [sĩ] = "beber" (verbo no infinitivo)

### Consoantes
A língua gbari possui 20 consoantes, sendo 17 pulmonares e 3 não-pulmonares.
|             | Bilabial | Labiodental | Alveolar | Palatal | Velar | Glotal |
| ----------- | -------- | ----------- | -------- | ------- | ----- | ------ |
| Plosiva     | p b      |             | t d      |         | k ɡ   |        |
| Africada    |          |             | ts       |         |       |        |
| Nasal       | m        |             | n        |         |       |        |
| Vibrante    |          |             |          |         |       |        |
| Fricativa   |          | f v         | s z      |         |       | h      |
| Aproximante |          |             |          |         |       |        |
| Lateral     |          |             | l        | ʎ       |       |        |

Com exceção de [ts], todas as consoantes pulmonares do gbari também são encontradas no português . Além das consoantes pulmonares apresentadas na tabela, o gbari também apresenta a aproximante lábio-velar [w].
- A consoante africada alveolar [t͡s] é pronunciada como no vocábulo italiano "grazia" [ˈɡrät̚t͡sjä] ("graça).
- A consoante lateral alveolar [l] é pronunciada tal como ocorre na palavra "lavanderia".
- A consoante fricativa glotal [h] é pronunciada da mesma maneira que na palavra inglesa "Honda". Essa consoante também é encontrada em alguns dialetos do português brasileiro, na realização do rótico em final de sílaba, como em "falar".
- A consoante palatal lateral [ʎ] é pronunciada como o início da segunda sílaba do vocábulo "palha".

- A consoante aproximante lábio-velar [w] é pronunciada de maneira idêntica ao primeiro som vocálico do ditongo em "quando" [ˈkwɐ̃du].

As consoantes não-pulmonares do gbari são a ejetiva velar [k'] e as implosivas vozeadas bilabial [ɓ] e dental/alveolar [ɗ]. Consoantes não pulmonares também estão presentes em outros idiomas do continente africano, como o Xhosa, que apresenta as consoantes [ɓ] e [k'].

### Tons
A língua gbari apresenta três tons (alto, médio e baixo), porém de forma um pouco menos pronunciada, evidente do que em outras línguas, como no mandarim. Abaixo, um exemplo da ocorrência de tons em gbari, em verbos no infinitivo:
[dá] = "ser adocicado" (tom alto)
[dā] = "dizer" (tom médio)
[dà] = "caminhar" (tom baixo)

## Ortografia
Não há uma ortografia padrão para a língua gbari, provavelmente devido à diversidade de dialetos e à não existência de um sistema de escrita próprio. Desse modo, os estudiosos costuma utilizar o alfabeto latino, associando as consoantes e vogais do gbari às letras existentes nos idiomas românicos.
Na década de 1920, missionários desenvolveram uma ortografia para o idioma gbari, mas esta caiu no esquecimento e não é mais utilizada. Em 1997, foi criado um comitê sobre a língua gbari. Seus integrantes iniciaram o desenvolvimento de uma ortografia formal. Em abril de 1980, o comitê concluiu que os dois principais dialetos do gbari deveriam desenvolver suas ortografias e gramáticas de maneira independente, visto que o acúmulo de pequenas diferenças entre eles torna impossível um padronização.
Um dos maiores problemas enfrentados na escrita gbari é a representação do fenômeno linguístico da nasalização, mais especificamente quanto à posição da sua representação na sílaba em que ocorre.

## Gramática

### Pronomes

#### Pronomes pessoais
De forma similar ao português, o gbari apresenta pronomes pessoais para as 1ª, 2ª e 3ª pessoas, tanto no singular quanto no plural. Esses pronomes mantêm-se idênticos nas posições de sujeito e objeto . Além disso, a língua apresenta um pronome não-referencial para a 3ª pessoa do plural.
|                             | Singular | Plural |
| --------------------------- | -------- | ------ |
| 1ª pessoa                   | mi       | yi     |
| 2ª pessoa                   | he       | se     |
| 3ª pessoa                   | wo       | ɓa     |
| 3ª pessoa (não-referencial) |          | a      |

Abaixo, alguns exemplos com pronomes pessoais gbari:
"mi sí shnamá" ("Eu compro inhame")
"se ga zhni lakpankpa" ("Vós fareis comida")
O pronome não-referencial é empregado quando os sujeitos em questão são desconhecidos ou quando suas identidades não são importantes para o contexto, como no exemplo abaixo:"à yi mi Shegnasà" ("Eles me chamam de Shegnasà", "Chamam-me Shegnasà". Em português, podemos traduzir a frase utilizando estruturas de indeterminação do sujeito).

#### Pronomes possessivos
No gbari, os pronomes possessivos possuem a mesma forma dos pronomes pessoais. Quando com função de possessivo, o pronome aparece antes de um substantivo. Assim, os pronomes possessivos sempre precedem o substantivo por eles possuídos (ordem possuidor-possuído), como pode ser visto no exemplo abaixo:
"mi nyígwo" ("minha esposa")
"mi  ɓá" ("meu marido")
"wo da" ("o pai dele")
"mi nyígwo zhi-a" ("Essa é a minha esposa")
"mi  ɓá  wo da gni-i" ("Esse é o pai do meu marido", literalmente: "meu marido o pai dele é esse")

### Substantivos

#### Derivação
Existem diversos processos de derivação de substantivos a partir de palavras de outras classes gramaticais no gbari, como os descritos abaixo
Formação de agentivo: o substantivo que representa o agente da ação de um verbo pode ser obtido pela adição do sufixo "í" ao substantivo derivado de verbo:
tnutnúzhni ("o ato de realizar um trabalho") + "í" = tnutnúzhnií ("o trabalhador")
Formação de substantivo de ação nominalizada: um substantivo derivado de um verbo transitivo pode ser formado pela junção do objeto desse verbo com o verbo em si, sempre nessa ordem, como poder ser visto no exemplo abaixo:
sí ("comprar") + shnamá (inhame) = shnamásí ("o ato de comprar inhame")
zhni ("fazer/executar") + tnútnû ("trabalho") = tnutnúzhni ("o ato de realizar um trabalho")
O mesmo processo acima pode ser executado com verbos intransitivos (sem complemento). Nesse caso, utiliza-se, no lugar do objeto, o vocábulo "onyá" ("algo"), como nos exemplos abaixo:
onyá + knú ("vender") = nyáknú ("o ato de vender")
onyá + ká ("escrever") = nyáká ("o ato de escrever")

### Verbos

#### Tempo, aspecto e modo
O idioma gbari apresenta distinção simples entre três tempos: presente, pretérito e futuro. A distinção no aspecto se dá, principalmente, entre perfectivo (ação concluída) e imperfectivo (ação em andamento), mas existem subdivisões desses aspectos. Além disso, o gbari também apresenta um modo subjuntivo, usado para descrever eventos esperados após outros eventos.
Diferentemente do português, as construções de tempo, aspecto e modo são realizadas mediante a adição de marcadores à sentença, e não por meio de morfemas adicionados ao verbo. Abaixo, uma tabela geral da distinção de tempo e aspecto no gbari:
|          | Perfectivo | Perfectivo | Imperfectivo | Imperfectivo      | Imperfectivo         |
| -------- | ---------- | ---------- | ------------ | ----------------- | -------------------- |
|          | Coletivo   | Simples    | Progressivo  | Habitual          | Progressivo Enfático |
| Passado  | zhi ɓá     | S a V O    | S a V O      | S snu PRON ga V O | S a ɓe V O           |
| Presente |            |            | S V O        | S V O             | S V O lo             |
| Futuro   | zhi ɓá     | S ga V O   | S ga V O     | S ga V O          |                      |

###### Passado
Para a construção de frases no passado, utiliza-se a ordem "sujeito + a (partícula marcadora de passado) + verbo + objeto", tanto para o aspecto perfectivo quanto para o aspecto imperfectivo. Entretanto, é preciso destacar que essa ordem parece valer apenas quando o objeto não é o foco da sentença (passado perfeito simples). Caso contrário, quando o foco direciona-se para o objeto da sentença (passado perfeito completivo), geralmente utiliza-se a ordem "sujeito + á (partícula marcadora de passado completivo) + objeto + verbo":
- mi-á do kate ("Eu entrei na sala")

Quando existe a intenção de dar ênfase ao caráter progressivo de uma ação (passado imperfeito enfático), utiliza-se a ordem "sujeito + a (marcador de passado) + ɓe (marcador progressivo) + verbo + objeto":
- wo-a ɓe snu ynadyí ("Ela estava cozinhando comida")

Há, também, a possibilidade de exprimir a ideia de uma ação habitual no passado (passado imperfeito habitual). Nesse caso, a construção da sentença é "sujeito + snu + pronome (relativo ao sujeito) + ga + verbo + objeto".
- wo snu wo ga knú tsí ("Ele costumava vender inhame")

###### Presente
No gbari, o tempo verbal presente detém apenas o aspecto imperfeito. Para as construção do presente imperfeito progressivo (ação em andamento no presente) e presente imperfeito habitual (costume, hábito) não é necessária a adição de partículas, bastando simplesmente seguir a ordem "sujeito + verbo + objeto":
- wo nù fwa ("Ele cultiva a fazenda")

Para a construção do presente imperfeito enfático (utilizado para valorizar a natureza progressiva de uma ação), basta adicionar o marcador "lo" ao final da oração.
- wo chu gni lo ("Ela está batendo o inhame")

###### Futuro
Na língua gbari, o futuro é neutro em relação aos aspectos. Para construir uma sentença no futuro, segue-se a ordem "sujeito + ga (partícula marcadora de futuro) + verbo + objeto".
- wo ga pwo de ("Ela vai lavar roupas")

###### Modo subjuntivo
Em sentenças que expressam uma ação esperada, mas ainda não ocorrida em algum momento depois do referencial temporal da primeira, utiliza-se o modo subjuntivo. A construção subjuntiva é similar à construção não-subjuntiva, havendo apenas a adição da partícula marcadora de subjuntivo (a) ao lado do pronome da segunda sentença. Abaixo, um exemplo de sentença com oração subjuntiva:
"a-gbentsí   hynâ  a    zhi   ɓá    snu ɓa-a    ɗyí" ("Quando a banana estava madura, eles deveriam comê-la". A oração subjuntiva da sentença está em destaque na frase gbari e na tradução para o português).

#### Reduplicação
É possível formar substantivos relativos a verbos a partir da reduplicação da forma verbal, como pode ser visto abaixo.
knú ("vender")
knúknu ("o vender")
sí ("comprar")
sísi ("o comprar")
Um substantivo concatenado a um verbo reduplicado resulta em um substantivo com sentido de objeto do verbo:
yna ("algo") + sní ("beber") = ynasnísni ("algo de beber")
Em casos como o acima, em que o verbo tem tom alto (sní), sua forma reduplicada terminará em tom médio (snísni).

### Sentença
Ordem da frase e alinhamento
Na construção de períodos simples no idioma gbari, segue-se, usualmente, a ordem SVO (sujeito + verbo + objeto).  Entre o sujeito e o verbo, costuma haver uma partícula marcadora de modo-tempo-aspecto. O gbari é um idioma de alinhamento nominativo-acusativo. Apesar disso, existem situações em que a ordem da sentença é SOV, como no passado perfeito completivo.
Frases simultâneas: Em períodos compostos nos quais duas ações ocorrem simultaneamente, escreve-se a primeira oração de maneira idêntica a um período simples e a segunda oração com a estrutura "sujeito (na forma de um pronome) + i (marcador de simultaneidade) + verbo + complemento (se houver)", como pode ser observado no exemplo abaixo:
"wo kwó anyí lo wo i nya" ("ele está cantando e (ele está também) dançando")

## Vocabulário

### Numerais
No gbari, os numerais sempre aparecem depois do substantivo que eles qualificam. Abaixo, uma lista com alguns ordinais do gbari:
gbamari ("um")ㅤㅤㅤㅤㅤㅤwogagbma ("onze")ㅤㅤㅤㅤㅤㅤㅤㅤㅤㅤㅤㅤwogmaaca ("cento e vinte")
mba ("dois")ㅤㅤㅤㅤㅤㅤㅤ  wogaba ("doze")                             ﾠﾠﾠﾠﾠﾠﾠﾠﾠﾠﾠﾠﾠﾠwogmaani ("cento e sessenta")
nca ("três")ㅤㅤㅤㅤㅤㅤㅤ    wogaaca ("treze")ﾠﾠﾠﾠﾠﾠﾠﾠﾠﾠﾠﾠﾠﾠﾠﾠﾠﾠﾠﾠﾠﾠﾠﾠﾠﾠkpago ("duzentos")
nnyi ("quatro")ㅤㅤㅤㅤㅤㅤ  woshi ("vinte")ﾠﾠﾠﾠﾠﾠﾠﾠﾠﾠﾠﾠﾠﾠﾠﾠﾠﾠﾠﾠﾠﾠﾠﾠﾠﾠﾠﾠﾠkpago aba ("quatrocentos")
ntnu/gnuaatnu ("cinco")ㅤㅤwogaaca ("trinta")ﾠﾠﾠﾠﾠﾠﾠﾠﾠﾠﾠﾠﾠﾠﾠﾠﾠﾠﾠﾠﾠﾠﾠﾠﾠﾠkpago atnu ("mil")
tnunwi ("seis")ㅤㅤㅤㅤㅤㅤ wogma ("quarenta")
tnaba ('sete")ㅤㅤㅤㅤㅤㅤ    wogma tu ebi gbamari ("quarenta e um")
tnaca ("oito")ㅤㅤㅤㅤㅤㅤㅤwogma kpe ebi woshi ("sessenta")
nanyi ("nove")ㅤㅤㅤㅤㅤㅤ  wogmaaba ("oitenta")
nyaawo ("dez")ㅤㅤㅤㅤㅤㅤwogmaaba kpe ebi woshi ("cem")

### Meses
O idioma gbari tem um dos sistemas de meses mais singulares do mundo. Os meses são contados como se fossem meses lunares, mas apenas meses que fazem parte do ciclo agrícola são contados. Por motivos desconhecidos, a numeração dos meses começa a partir do terceiro mês, e não do primeiro. Como as situações particulares de cada fazenda são distintas em um mesmo momento, pode haver discordância entre os calendários de dois gbari diferentes. Abaixo, uma tabela que esquematiza os meses em gbari:
| Nome       | Tradução     | Característica                                | Equivalente a    |
| ---------- | ------------ | --------------------------------------------- | ---------------- |
| epyaca     | terceiro mês | quando chove pela primeira vez                | abril/maio       |
| epyani     | quarto mês   | (desconhecido)                                | maio/junho       |
| epyatnu    | quinto mês   | quando a grama do tipo "staikalaba" brota     | junho/julho      |
| epyaknuwi  | sexto mês    | quando a grama do tipo "gbədnu tsantsi" brota | julho/agosto     |
| epyatnaaba | sétimo mês   | tempo das tempestades                         | outubro          |
| epyatnaaca | oitavo mês   | quando as crianças dançam ao luar             | outubro/novembro |
| epyatnaani | nono mês     | colheita do milho-da-guiné                    | novembro         |
| epyapyawo  | décimo mês   | quando o milho-da-guiné é levado para casa    | dezembro         |

### Excerto de história
Abaixo, algumas transcrições de uma história tradicional gbari. Os excertos selecionados representam a essência da história, que traz uma lição de moral implícita: não confie a outras pessoas o cuidado do seus bens.
Bale   De Ètsu-i ("Gato e Rato) 
Esà kwo-kwo-í ɓale de ètsu-i ɓa ɓe yi nukwodò nû ɗyégwe-ɗyégwe ("Em tempos passados, gato e rato eram grandes amigos")
(...)
Ba ga lo-a gbentsí fwa kpá nù ɓiɓiɓi ("Eles plantaram uma plantação de bananas juntos")
A-gbentsí hynâ a zhi ɓá snu ɓa-a ɗyí ("Quando a banana estava (estivesse) madura, eles deveriam comê-la")
(...)
Ètsu ga gbentsí-lí ɗyí knali ("O rato comeu a banana sozinho")
(...)
Núbwo ga yna wo byi ("Ele (o gato) ficou furioso")
(...)
Wo ga wna wo wo-a ɗyí ("Ele (o gato) vai pegá-lo (o rato) e comê-lo")